# Alfonso y Estrella
Alfonso y Estrella (título original en alemán Alfonso und Estrella) es una ópera con música de Franz Schubert y libreto en alemán de Franz von Schober. Se estrenó en Weimar el 24 de junio de 1854. Junto con Fierrabras, compuesta en 1823, señala el intento de Schubert de componer gran ópera romántica en alemán, apartándose de la tradición del Singspiel.

## Personajes
| Personaje                    | Tesitura | Reparto del estreno 24 de junio de 1854 (Director: Franz Liszt) |
| ---------------------------- | -------- | --------------------------------------------------------------- |
| Rey Froila                   | barítono | August Höfer                                                    |
| Mauregato, el usurpador      | barítono | Hans Feodor von Milde                                           |
| Estrella, hija de Mauregato  | soprano  | Rosa von Milde-Agthe                                            |
| Alfonso, hijo del rey Froila | tenor    | Eduard Liebert                                                  |
| Adolfo, general de Mauregato | bajo     | Carl Mayerhofer                                                 |